# Sagama
Sagama är en ort och kommun i provinsen Oristano i regionen Sardinien i Italien. Kommunen hade 199 invånare (2017).